# سيموني فيرجاسولا
سيموني فيرجاسولا (بالإيطالية: Simone Vergassola)‏ (مواليد 24 يناير 1976 في لا سبيتسيا - إيطاليا) لاعب كرة قدم إيطالي يلعب حاليا لصالح نادي الدرجة الأولى سيينا الإيطالي منذ 2003 في مركز الوسط المدافع كما يجيد اللعب في مركزي الوسط المحوري والوسط الأيسر . .

## روابط خارجية
- سيموني فيرجاسولا على موقع قاعدة بيانات كرة القدم.إي يو (الإنجليزية)
- سيموني فيرجاسولا على موقع Soccerway.com (الإنجليزية)
- سيموني فيرجاسولا على موقع عالم كرة القدم.نت (الإنجليزية)
- سيموني فيرجاسولا على موقع كووورة
- سيموني فيرجاسولا على موقع AS.com (الإسبانية)